# John Burnet
John Burnet (Edimburgo, 9 dicembre 1863 – Saint Andrews, 26 maggio 1928) è stato un filologo classico e storico scozzese.

## Biografia
Tra il 1892 ed il 1926 è stato professore di greco antico presso l'Università di St Andrews di Fife. Significativo ancora oggi, il suo lavoro filologico e le opere riguardo Platone. La sua tesi è che la rappresentazione di Socrate fornita da tutti i dialoghi di Platone è storicamente attendibile, e che le opinioni filosofiche proprie di Platone stesso si trovano soltanto nelle ultime opere. Secondo Burnet, il pensiero di Socrate era direttamente collegato alla tradizione presocratica, perciò va dato credito a Diogene Laertio per il quale in gioventù Socrate era stato discepolo di Archelao.

## Attività di Ricerca
Burnet rimane nella storia della filologia classica per le sue ricerche sulla storia della filosofia greca e in particolare su Platone. Curò l’edizione OCT di questo autore (1900-1907), inclusiva di tutte le opere (anche le spurie), che per oltre 100 anni è rimasta il testo autoritativo. Ancora nel 2003 S. R. Slings, editore della Repubblica platonica per gli OCT, definiva Burnet «a superb editor».